# NGC 3145
NGC 3145 (również PGC 29591) – galaktyka spiralna z poprzeczką (SBbc), znajdująca się w gwiazdozbiorze Hydry. Odkrył ją William Herschel 19 marca 1786 roku.